# Dysdera gigas
Dysdera gigas es una especie de arañas araneomorfas de la familia Dysderidae.

## Distribución geográfica
Es endémica de la isla de Creta (Grecia).